# Ahuacuotzingo
Ahuacuotzingo, é um munícipío do estado de Guerrero, no México. Localiza-se a noroeste a capital do estado e tem uma área total de aproximadamente 388,4km2